# Dáskio
Dáskio är en ort i Grekland.   Den ligger i prefekturen Nomós Imathías och regionen Mellersta Makedonien, i den norra delen av landet, 290 km nordväst om huvudstaden Aten. Dáskio ligger 623 meter över havet och antalet invånare är 410.
Terrängen runt Dáskio är kuperad österut, men västerut är den bergig. Runt Dáskio är det ganska glesbefolkat, med 26 invånare per kvadratkilometer. Närmaste större samhälle är Ritíni, 10,9 km sydost om Dáskio. I omgivningarna runt Dáskio växer i huvudsak blandskog.